# 大頭魮
大頭魮（学名：Barbus macroceps）為輻鰭魚綱鯉形目鯉科的其中一個種。該物種於1936年由Henry Weed Fowler描述，分布於非洲剛果河流域，體長可達32公分。

## 扩展阅读
維基物種上的相關：大頭魮